# Cesare Bastelli
Cesare Bastelli (* 9. Oktober 1949 in Modena) ist ein italienischer Regisseur, Produktionsassistent und Kameramann.

## Leben
Bastelli diplomierte zunächst in Buchhaltung und war Teil einer experimentellen Theatergruppe. Durch die Bekanntschaft mit Lucio Dalla lernte er Pupi Avati kennen und wurde in etlichen von dessen Filmen zum Regieassistenten oder Darsteller, bald auch in diesen und anderen Funktionen von weiteren Regisseuren eingesetzt. Mitte der 1980er Jahre wechselte er selbst auf den Regiestuhl – die Komödie Una domenica sì begeisterte die Kritiker, war aber durch schlechten Vertrieb im Erfolg eingeschränkt – und arbeitete seit 1989 als Regisseur mittellanger Filme ausschließlich für das Fernsehen und bearbeitete zahlreiche religiöse Stoffe; seit Anfang der 1990er Jahre ist er auch als Kameramann tätig.

## Filmografie (Auswahl)
- 1983: Zeder – Denn Tote kehren wieder (Zeder) (Regieassistenz)
- 1986: Una domenica sì
- 1993: Venite con me